# Aeroport Internacional Sky Harbor de Phoenix
L'Aeroport Internacional Sky Harbor de Phoenix (anglès: Phoenix Sky Harbor International Airport) (codi IATA: PHX, codi OACI: KPHX, FAA LID: 
PHX) és un aeroport internacional estatunidenc d'ús civil i militar que dona servei a la ciutat de Phoenix, a Arizona, i el més important d'aquest estat. És un dels centres de connexions d'American Airlines i també una base de Southwest Airlines. El 2021, Southwest va transportar un 35% de tots els seus passatgers, esdevenint la principal aerolínia de l'aeroport per davant d'American per primera vegada. Això fa que sigui un dels aeroports més transitats del món per moviment d'aeronaus, i a vegades també per tràfic de passatgers.
Adjacent a l'aeroport hi ha una base de la branca aèria de la Guàrdia Nacional d'Arizona anomenada Base Goldwater, i una esquadra (la 161 ARW) d'avions d'abastament Boeing KC-135 Stratotanker. També serveix com a base per a les Forces Aèries dels Estats Units d'Amèrica.
El nom d'Aeroport Sky Harbor el va posar l'any 1928 J. Parker Van Zandt, propietari d'una aerolínia turística anomenada Scenic Airways, però no se'n sap el motiu d'aquest nom. L'aeròdrom es va construir entre 1928 i 1929. Després del Crac del 1929, Scenic Airways va entrar en fallida i va vendre l'aeroport a Acme Investment Company, que va ser propietària de l'aroport fins a 1935, en què el govern municipal de Phoenix va comprar-lo per 100.000 dòlars.